# Allen Jones
Allen Jones (* 1. září 1937) je britský pop-artový malíř, sochař a grafik, proslavený hlavně svými eroticky laděnými sochami jako Židle (1963)  nebo Stůl (1969), u kterých ze ženského objektu vytvořil kus nábytku. Kromě nich jsou notoricky známé také některé jeho grafiky a obrazy – např. Ideální družka (1966–1967).

## Život a dílo
Jones se narodil v Southamptonu, v letech 1955–1961 studoval na Hornsey College of Art (Londýn), 1961–1963 potom učil na Croydon College of Art. Byl představitelem britské odnože pop-artu, která byla, na rozdíl od amerického ikonismu, charakterizována spontánním improvizačním gestem výrazu bezprostředního osobního pocitu. Událostí, která symbolizovala nástup pop-artu ve Velké Británii, byl v roce 1959 příchod skupiny studentů na Královskou akademii výtvarných umění – jejich posedlé sexuální a zářivé obrazy udávaly tón následujícímu desetiletí. V popředí této skupiny zaslouženě stál mimo jiné také Allen Jones – provokal výrazovými prostředky vypůjčenými z reklamy a populárních erotických časopisů. Pro jeho díla je typická agresivní barevnost a tvarová elegance ženských křivek.
Jones pracoval jako výtvarný designér na filmu Maîtresse (režie Barbet Schroeder, 1976).
Sochy v Mléčném baru Korova ve filmu Mechanický pomeranč byly inspirovány jeho dílem.

### Výstavy
- 1997 Allen Jones: Různými způsoby (Grafické dílo 1959-1996), Středočeská galerie, Husova ul., Praha